# كونور توبين
كونور توبين (بالإنجليزية: Connor Tobin)‏ هو لاعب كرة قدم أمريكي في مركز الدفاع، ولد في 11 فبراير 1987 في فورت كولنز في الولايات المتحدة. لعب مع نادي شمال كارولاينا.